# Rusinos (etnia)
Los rusinos (en rusino: Русины, Rusiny), también llamados rusniacos (en rusino: Руснацы, Rusnatsy) o carpatorrutenos (exónimo arcaico), son un grupo étnico eslavo oriental que habla una lengua eslava o dialecto conocido como rusino. Los rusinos modernos descienden de una minoría rutena que no adoptó la identidad étnica ucraniana en el siglo xx. Algunos gobiernos han prohibido la utilización del término rusino, como a partir de 1945 en la Transcarpatia soviética y Polonia, y en la década de 1950 en Checoslovaquia.
Hoy en día, Eslovaquia, Polonia, Hungría, la República Checa, Serbia y Croacia reconocen oficialmente a los rusinos como una minoría étnica.  En 2007 se reconoció a los rusinos como pertenecientes a una etnia separada en Ucrania por parte del Consejo Regional de Zakarpatia. Los rusinos de Ucrania tienen la ciudadanía ucraniana, y la mayoría han adoptado la identidad étnica ucraniana. La mayoría de las personas que se autoidentifican como rusinos étnicos viven fuera de Ucrania.
De los 1,2 millones de personas de origen rusino, solo 55 000 se identificaron política o étnicamente como rusos, de acuerdo con los censos contemporáneos. La clasificación étnica de los rusinos, sin embargo, es controvertida, ya que los estudiosos contemporáneos lo reclaman por separado como un grupo étnico eslavo oriental distinto de los rusos, ucranianos y bielorrusos.  La mayoría de los expertos ucranianos, así como algunos rusinos, consideran a los rusinos, al autoidentificarse, un subgrupo étnico de los ucranianos.  No obstante, estudiosos lemkos discuten ese argumento.
Los términos rusino, rusniaco, lisaco (Лишацi, lishatsi) o lemko son considerados nombres históricos locales, sinónimos de los ucranianos carpáticos. En cambio, otros sostienen que los términos lemko o rusniaco son meras variaciones regionales para los rusinos.

## Localización

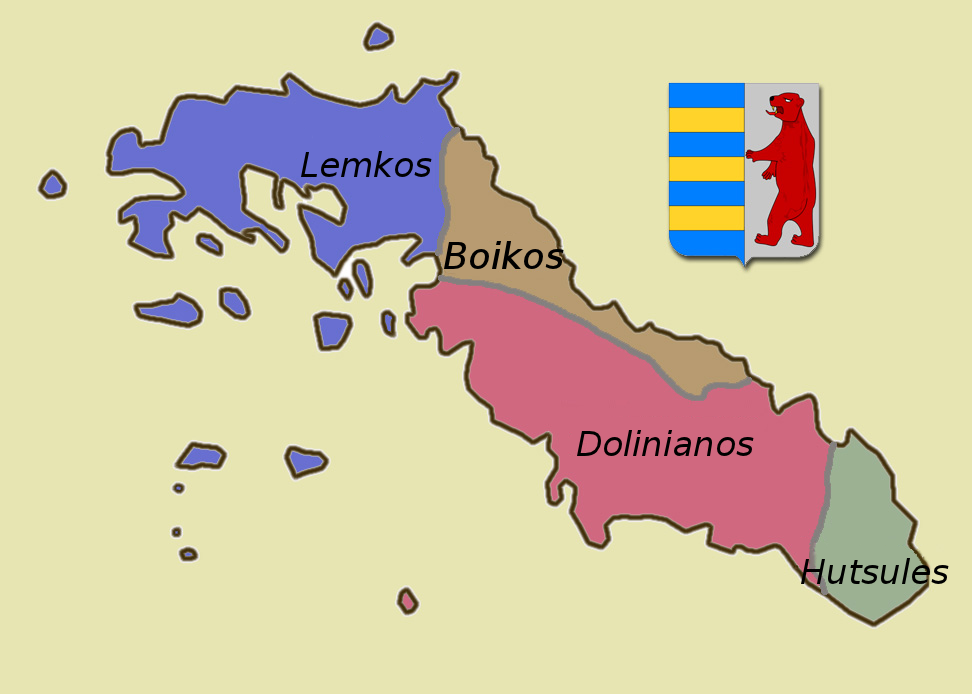
Mapa étnico de los ucranianos carpáticos (o carpatorrutenos, según otras versiones): lemkos (azul), boikos (marrón), dolinianos (rosa) y hutsules (verde claro), en la frontera entre Ucrania (noreste-este), Rumanía (sureste), Hungría (sur), Eslovaquia (oeste-suroeste) y Polonia (norte-noroeste).

Hasta mediados del siglo xix, los ucranianos étnicos se llamaban a sí mismos «rusinos» (en ucraniano: Русини, romanizado: rusini). Este término se sigue utilizando hoy en día y se encuentra en las canciones populares de Ucrania. A partir de entonces, el etnónimo ucranianos empezó a extenderse por razones políticas para sustituir al etnónimo rusino, al principio en la Ucrania Libre, a orillas del río Dniéper, para luego propagarse hacia el oeste en el primer tercio del siglo xx.
Hoy, un grupo minoritario sigue identificándose con el etnónimo rusino. Se trata principalmente de habitantes de la región montañosa transcarpática (en el oeste de Ucrania) y áreas adyacentes en Eslovaquia, que lo usan para diferenciarse de los ucranianos que viven en las regiones centrales de Ucrania. Después de haber evitado el etnónimo de ucranios o ucranianos, los rusinos afirman una identidad local y étnica separadas. Su carácter distintivo como una nacionalidad, sin embargo, está en disputa.
Los rusinos que se identifican como tales tienen tradicionalmente origen o tenían antepasados procedentes de los Cárpatos orientales, región denominada a menudo «Rutenia carpática» o «subcarpática». Hay comunidades rutenas asentadas en la llanura panónica, en partes de la actual Serbia (sobre todo en la provincia norte de Voivodina), así como en la actual Croacia (en la región de Eslavonia). También migraron y se establecieron en la ciudad de Prnjavor, al norte de la actual Bosnia y Herzegovina. Estas migraciones fueron favorecidas por el Imperio austrohúngaro para repoblar esas zonas tras la retirada de ellas del Imperio otomano.
Muchos rusinos han emigrado a los Estados Unidos, Canadá y Australia. Con el advenimiento de las comunicaciones modernas como Internet, han podido volver a conectarse como una comunidad. Surgen preocupaciones con respecto a la preservación de su legado único étnico y cultural.

## Etnología
Un análisis de genética de poblaciones muestra diferencias estadísticas entre lemkos, boikos, hutsules y otras poblaciones eslavas o europeas.

## Historia
La mayoría de los predecesores de los habitantes eslavos de la actual Ucrania Occidental, así como del oeste de Bielorrusia, se referían a sí mismos como rusinos (en ucraniano: Русини, rusini) antes del siglo xix. Muchos de ellos se convirtieron en participantes activos en la creación de la nación ucraniana y pasaron a llamarse ucranianos (en ucraniano: Українці, ukraintsi). Hubo, sin embargo, enclaves étnicos rusinos que no formaban parte de este movimiento: los habitantes de la Rutenia carpática, los polesios o los rusinos de Podlaquia. Sin tener razones para cambiar su denominación, estos grupos siguen referiéndose a sí mismos como rusinos.
Los rusinos formaron, a partir de la Primera Guerra Mundial, dos Estados efímeros: la República Popular Rusina de los Lemkos y la República de Komancha. Antes de este tiempo, algunos de los fundadores de la República lemkorrusina fueron condenados a muerte o encarcelados en Thalerhof por el fiscal Kost Levitski, futuro presidente de la República Popular de Ucrania Occidental.
En el período de entreguerras, los rusinos gozaban en Checoslovaquia de un régimen liberal para desarrollar su cultura (en comparación a los ucranianos en Polonia o Rumanía). Con la desintegración de Checoslovaquia en marzo de 1938, debido a la anexión alemana de Chequia y la proclamación de independencia de Eslovaquia, existió durante la república de Ucrania carpática el 15 de marzo de 1939, antes de que fuera ocupada por tropas húngaras. Su presidente, Avgustín Voloshin, era un defensor de la escritura en rusino.[cita requerida]
Los rusinos siempre han estado a la merced de las potencias vecinas, como Hungría, Checoslovaquia, Eslovaquia, Polonia, Unión Soviética, Ucrania y Rusia. En contraste con el movimiento nacionalista ucraniano, que unió a los ucranianos occidentales con los del resto de Ucrania, el movimiento nacionalista rusino tuvo dos formas: uno consideraba a los rusinos una nación eslava oriental, mientras que el otro se basaba en la unidad fraternal con todos los rusos o panrusismo.
A mediados del decenio de 1990, durante el apogeo del rutenismo político, la Universidad de Cambridge realizó un estudio centrado en cinco regiones específicas dentro de Zakarpatia, por tener el mayor activismo político y cultural en favor de los rusinos. Los resultados muestran que solo el 9% de la población de estas zonas afirmaba ser de etnia rutena. Estas cifras pueden cambiar con la mayor aceptación de la identidad y la lengua rutena en los sistemas educativos en la región. Según el censo ucraniano de 2001, una abrumadora mayoría de boikos, lemkos, hutsules, verjovinos (верховинці, verjovintsi) y dolinianos declaró su nacionalidad como «ucraniana». Sin embargo, algunos de estos grupos étnicos se consideran grupos étnicos separados, mientras que otros se identifican como «rusinos». Cerca de 10 100 personas (0,8%) del óblast ucraniano de Zakarpatia se identificaron como «rusinos», a diferencia de 1,01 millones (más del 99%), que lo hicieron como «ucranianos».

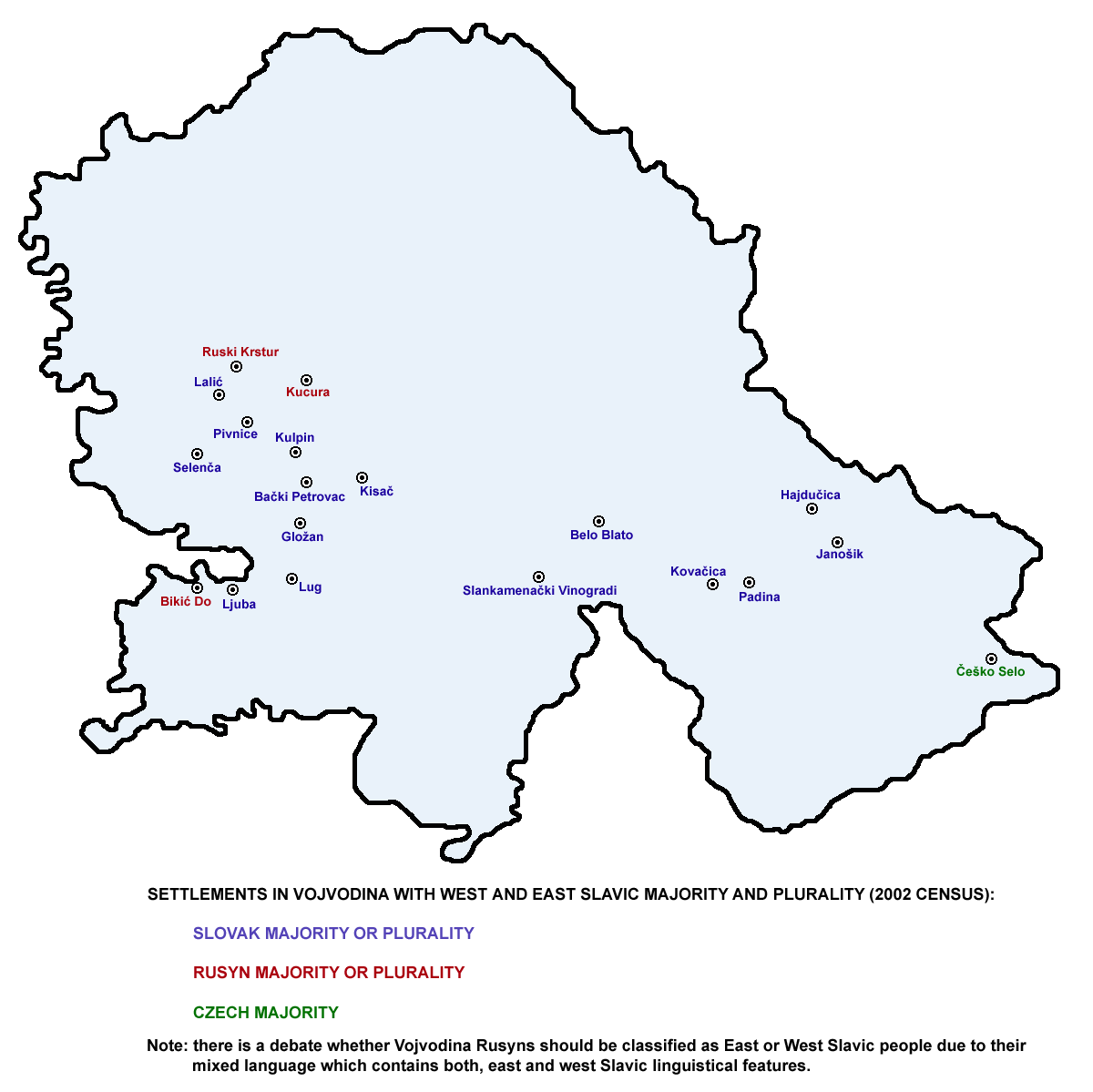
Rusinos de Panonia en la provincia de Voivodina, Serbia (censo de 2002).

El movimiento nacional rusino es mucho más fuerte entre aquellos grupos que llegaron a estar geográficamente separados de los territorios de la actual Ucrania, por ejemplo: los emigrantes rusinos de los Estados Unidos y Canadá, así como los rusinos que viven dentro de las fronteras de Eslovaquia. El censo eslovaco de 2001 mostró que 24 000 personas se consideraban de etnia rutena, frente a 11 000 de etnia ucraniana. Los rusinos de Panonia en Serbia, emigrados en tiempos del Imperio austrohúngaro, también se consideran rusinos. En los siglos xix y xx, algunos rusinos se volvieron a asentar en Voivodina (provincia de la actual Serbia), así como en Eslavonia (región histórica de la actual Croacia). Sin embargo, otros rusinos emigraron a las regiones del norte de la actual Bosnia y Herzegovina. Hasta el censo yugoslavo de 1971, los ucranianos (en serbio: Украјинци, ukrajintsi) y rusinos (Русини, rusini) en estas áreas se registraron en conjunto como «rusinos».
Podkarpátskiye Rusiny se considera el "himno nacional" rusino.[cita requerida]
En marzo de 2007, el Consejo Regional de Zakarpatia adoptó una decisión por la que se reconoce a los rusinos como una minoría independiente nacional a nivel de óblast. En la misma decisión, el Consejo Regional solicitó a las autoridades centrales de Ucrania que reconocieran a los rusinos como minoría étnica en el ámbito estatal.
Históricamente, los Estados polaco y húngaro consideran que han contribuido al desarrollo de una identidad rutena independiente de la de los rusinos tradicionales. Los rusinos fueron registrados como una nacionalidad separada por los censos previos a 1939 en Polonia, Checoslovaquia y Hungría.

## Movimiento separatista

Bandera rutena.

Desde 1991, los rusinos de Ucrania reivindican el derecho a la autodeterminación y, en octubre de 2008, proclamaron el «restablecimiento del Estado rusino en forma de República de Rutenia [Rus] Subcarpática». Ha surgido una considerable controversia en relación con las iniciativas del movimiento separatista rusino llevadas a cabo por el sacerdote ortodoxo Dmitri Sidor, debido a su relación con la Iglesia ortodoxa rusa y el Patriarcado de Moscú, y por la financiación para sus actividades. Según los nacionalistas ucranianos, este movimiento ha sido auspiciado por fuentes ajenas a Ucrania y por organizaciones ucranianas no nacionalistas. Una encuesta realizada en 2010 en la ciudad de Úzhgorod mostró que el 40,3% respaldaría la incorporación de la Región de Transcarpacia a Hungría o Eslovaquia; el 27,1% preferiría mantener su actual posición dentro de Ucrania; el 21% abogaría por la independencia; y el 8,7% reclamaría la autonomía en el seno del Estado ucraniano.

## Religión
En 1994, el historiador Paul Robert Magocsi declaró que había aproximadamente 690 000 miembros de la Iglesia carpatorrutena en los Estados Unidos. De ellos, 320 000 pertenecían a las principales afiliaciones católicas de rito bizantino, otras 270 000 afiliaciones serían ortodoxas y 100 000 integrarían diversas denominaciones protestantes y otras.  Muchas iglesias rusinas toman el nombre de los santos cristianos orientales Cirilo y Metodio, que se refieren a menudo como los «Apóstoles para los eslavos».

### Católicos orientales
La mayoría de los rusinos son católicos de rito bizantino, que desde la Unión de Brest en 1596 y la Unión de Úzhhorod en 1646, han estado en comunión con la Sede de Roma. Tienen su propia Iglesia particular, la Iglesia católica rutena, distinta en algunos aspectos de la Iglesia católica de rito latino: conservan la liturgia del rito bizantino, a veces incluyendo el antiguo eslavo eclesiástico, y algunas de las formas externas del cristianismo oriental o bizantino.
Los rusinos de la antigua Yugoslavia se organizan bajo la Eparquía de Križevci. Aquellos en la diáspora de los Estados Unidos establecieron la Iglesia católica bizantina metropolitana de Pittsburgh: la sede de la archieparquía está en Pittsburgh, con eparquías sufragáneas en Phoenix, Parma (Ohio) y Passaic en Nueva Jersey.
Según Andy Warhol, un católico bizantino de Pittsburgh, al principio de la película The Deer Hunter muestra una auténtica boda rusina, aunque la película era sobre rusinos ortodoxos.
Algunos rusinos llegaron a la Argentina en 1880 de forma aislada y en 1897 arribó a Buenos Aires el primer contingente de familias que se radicaron en la provincia de Misiones, principalmente en la ciudad de Apóstoles. En 1936, el papa Pío XI nombra visitador apostólico al monseñor Konstiantín Bohachevski, quien eleva un completo informe pastoral a la Santa Sede. En ese momento, Bohachevski era eparca de Filadelfia. Luego se envían sacerdotes basilianos y en 1939 llegan las primeras religiosas basilianas. Sucesivamente se van creando las parroquias de Posadas, Oberá, Leandro N. Alem, en la Provincia de Misiones y la parroquia de Berisso en la Provincia de Buenos Aires. Recién en 1968, el papa Pablo VI crea la eparquía Ucrania  Archivado el 28 de abril de 2017 en Wayback Machine. Argentina. En la actualidad hay un estimado de 200 000 creyentes distribuidos principalmente en las provincias de Misiones, Mendoza, Chaco, Formosa, Corrientes, Córdoba, Santa Fe, Río Negro y Buenos Aires, y también en la ciudad autónoma de Buenos Aires. De estos, los católicos suman un estimado de 120 000, el resto se confiesan ortodoxos o evangélicos bautistas. La feligresía se reparte de la siguiente forma: 60 000 en la provincia de Buenos Aires y Capital Federal, 30 000 en Misiones, 20 000 en el Chaco y Formosa, y 10 000 en el resto del territorio argentino. La colectividad está a cargo de sacerdotes de diversas órdenes, a saber: basilianos, eparquiales, salesianos y franciscanos; junto a religiosas basilianas, siervas de María Inmaculada y catequistas del Sagrado Corazón; todos del rito bizantino.

### Iglesia ortodoxa
Aunque originalmente asociada con la Iglesia ortodoxa de Constantinopla, la afiliación de la Iglesia ortodoxa rutena se vio afectada negativamente por la revolución comunista en el Imperio ruso y la posterior Cortina de Hierro, que divide la diáspora ortodoxa de los creyentes ortodoxos que viven en las tierras ancestrales. Un número de comunidades de emigrados se han cobrado para continuar con la tradición ortodoxa de la iglesia antes de la revolución al mismo tiempo ya sea negando o minimizando la validez de la organización de la iglesia que operan bajo la autoridad comunista. Por ejemplo, a la Iglesia ortodoxa en los Estados Unidos (Orthodox Church in America, OCA) se le concedió el estatus autocéfalo (autónomo) por el patriarcado de Moscú en 1970. Aunque aproximadamente un cuarto de la OCA era rutena en la década de 1980, la afluencia de emigrantes ortodoxos de otras naciones y los nuevos conversos que desean conectarse con la «primera» Iglesia han reducido el impacto de un determinado énfasis rusino a favor de una nueva ortodoxia de América.

## Idioma
El rusino o lengua rutena es similar al eslovaco y al ucraniano; los estudiosos ucranianos consideran al rusino como un dialecto del ucraniano, lo que rechazan algunos rusinos.[cita requerida]

### Rusino panónico
Al rusino panónico se le ha concedido el estatuto de oficialidad y fue codificado en la provincia serbia de Voivodina. Desde 1995, ha sido también reconocido y codificado como una lengua minoritaria en Eslovaquia en las áreas que incluyen al menos un 20% de población rusina. El idioma rusino en Voivodina, sin embargo, comparte muchas similitudes con el eslovaco, y con frecuencia se considera un (micro)idioma independiente, a veces un dialecto del eslovaco.

## Galería

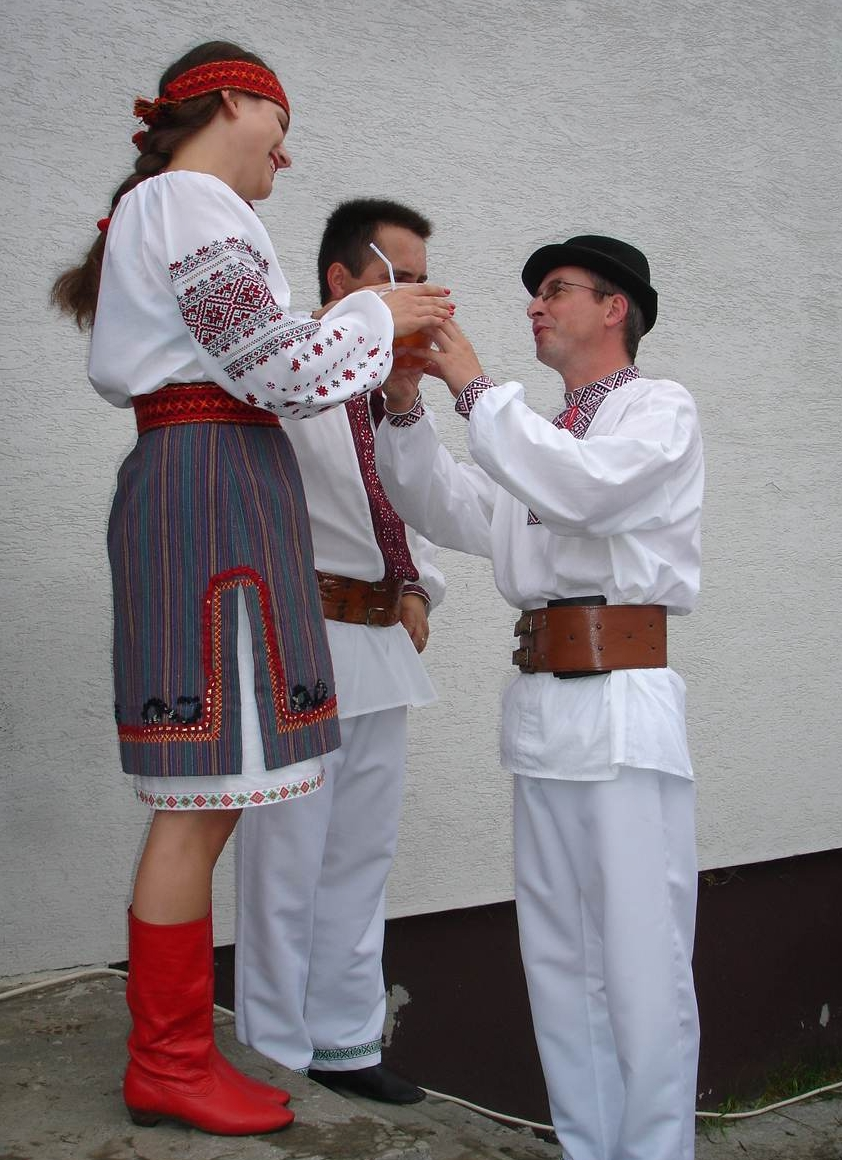
Lemkos del área de Sanok en traje folklórico de las tierras altas de Mokre (Polonia)
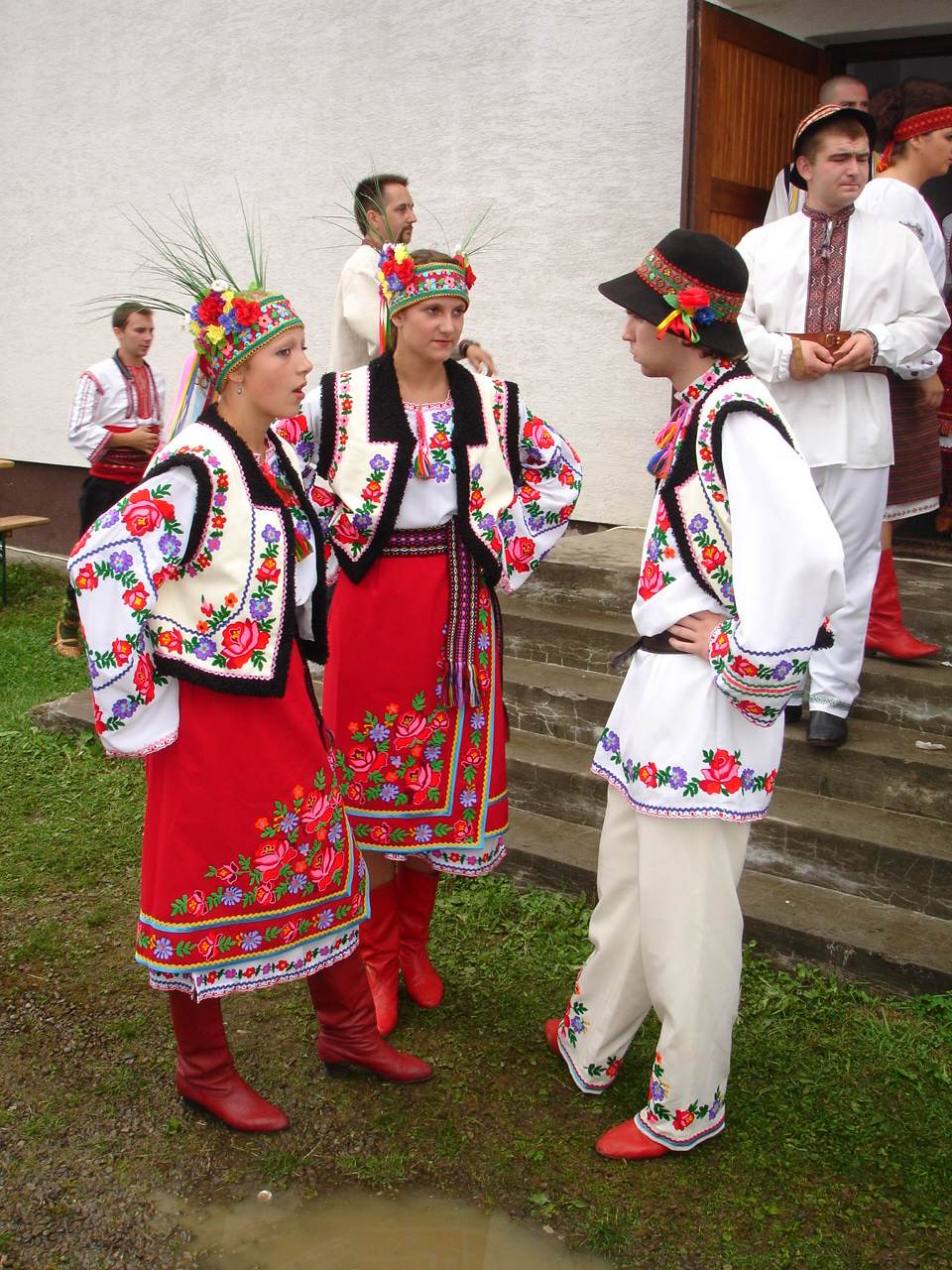
Subgrupos rusinos - Ucranianos del área de Przemyśl en traje folklórico de las tierras altas
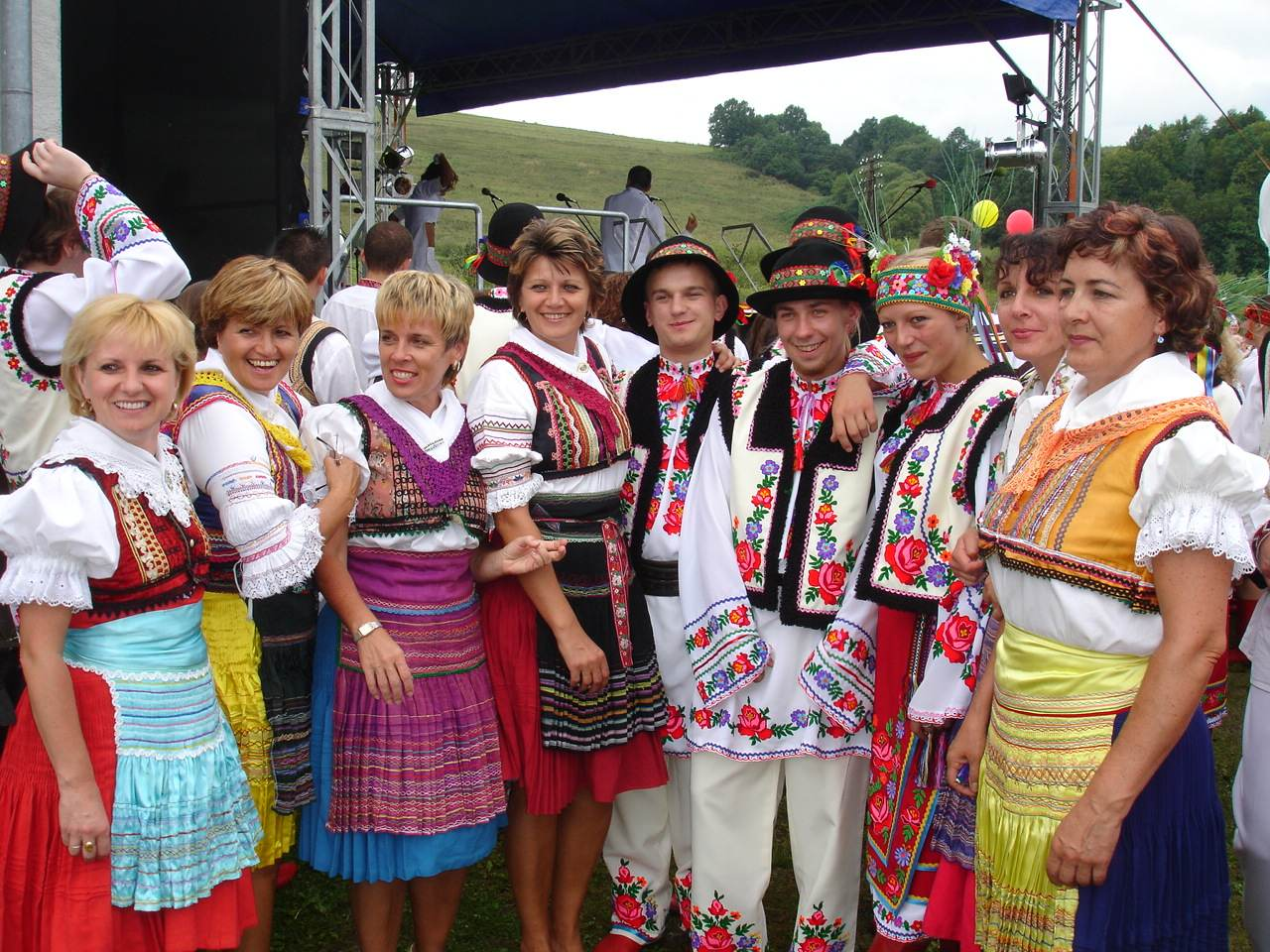
Lemkos del área de Prešov (izquierda) y ucranianos del área de Przemyśl en traje folklórico de las tierras altas